# 1월 26일
1월 26일은 그레고리력으로 26번째(윤년일 경우도 26번째) 날에 해당한다.

## 사건
- 1531년 - 1531년 리스본 대지진: 포르투갈의 리스본에서 지진이 발생, 약 3만 여명이 사망했다.
- 1699년 - 카를로비츠 조약: 도나우강변의 카를로비츠에서 신성 동맹 전쟁에서 패한 오스만 제국과 유럽 동맹국들 사이에 조약이 체결되다. 이 조약에 따라 오스만 제국이 도나우 강 이북의 영토를 기독교 국가들에 영구적으로 할양하다.
- 1837년 - 미시간주가 미국의 26번째 주가 되었다.
- 1960년 - 서울역 압사 사고가 일어났다.
- 1962년 - 일본에 체류하고 있던 덕혜옹주가 근 30여년 만에 김포국제공항을 통해 귀국하다.
- 1965년 - 베트남 전쟁 전투병력 파견안이 국회에 가결됨.
- 2008년
  - 삼성 특검:특검 수사팀은 제일모직 원종운 전무 등 그룹 내 간부급 인사 3명을 참고인 자격으로 소환하여 조사하였고, 이번 사건의 수사 단서를 제공한 김용철 변호사도 참고인으로 불러서 조사했다.
  - 성재기 등에 의해 대한민국의 남성단체 겸 인권운동단체 남성연대가 창립되다.
- 2012년 - 트위터가 '국가별 차단' 정책을 시행하겠다고 밝혔다.
- 2015년 - 로스 야노스 공군기지 추락사고: 그리스의 F-16 전투기 한 대가 스페인 남부에 있는 로스 야노스(Los Llanos) 군사기지에 추락해 9명이 사망하는 등 30명의 사상자가 발생하다.
- 2018년 - 밀양 세종병원 화재가 발생했다.
- 2020년 - 코비 브라이언트가 헬기 사고로 사망하다.
- 2021년 - 이탈리아에서 주세페 콘테 총리가 사임했다.
- 2022년 - 영국과 오스트레일리아는 자국 외교관 일부를 철수시켯다.

## 문화
- 1898년 - 전차, 전등, 전화의 독점 사업권을 가진 한성전기회사 설립.
- 1962년 - KBS TV, 개국 이후 첫 드라마 《나도 인간이 되련다》 방송.
- 1974년 - 던전 & 드래곤 출시
- 1982년 - 대한민국의 프로야구단 MBC 청룡 (現 LG 트윈스) 창단.
- 1988년 - 앤드류 로이드 웨버의 오페라의 유령이 뉴욕 브로드웨이 머제스틱 극장에서 개막하다.
- 2000년 - XHTML 1.0이 W3C의 권고안이 되다.
- 2017년 - 걸그룹 원더걸스가 데뷔 10년만에 전격 해체하였다.
- 2018년 - 동해선 영덕역 ~ 포항역 구간이 개통되었다.
- 2021년 - 신세계 이마트가 SK 와이번스를 1,352억에 인수하기 위하여 SK텔레콤과 MOU를 체결했다.

## 탄생
- 183년 - 위나라의 초대 황제 조비의 정비 문소황후. (~221년)
- 1205년 - 남송의 제5대 황제 남송 이종. (~1264년)
- 1497년 - 제105대 일본의 천황 고나라 천황. (~1557년)
- 1562년 - 사보이아 공국의 공작 카를로 에마누엘레 1세 디 사보이아 공작. (~1630년)
- 1657년 - 캔터베리의 대주교 윌리엄 웨이크. (~1737년)
- 1763년 - 스웨덴의 국왕 칼 14세 요한. (~1844년)
- 1880년 - 미국의 군인 더글러스 맥아더. (~1964년)
- 1884년 - 미국의 탐험가, 고고학자 로이 채프먼 앤드루스. (~1960년)
- 1892년 - 미국의 첫 흑인 여성 비행사 베시 콜먼. (~1926년)
- 1898년 - 대한민국의 물리학자, 교수 최규남. (~1992년)
- 1910년 - 대한민국의 최초의 전투기 조종사 이정희. (~?)
- 1917년 - 미국의 제2차 세계 대전 참전 용사 루이스 잠페리니. (~2014년)
- 1918년 - 루마니아의 정치인 니콜라에 차우셰스쿠. (~1989년)
- 1925년 - 미국의 배우 폴 뉴먼. (~2008년)
- 1928년 - 프랑스의 영화 감독, 영화 제작자, 극작가, 작가, 배우, 언론인 로제 바딤. (~2000년)
- 1929년 - 미국의 작가 줄스 파이퍼. (~2025년)
- 1932년 - 대한민국의 정치학자 박봉식. (~2017년)
- 1933년 - 대한민국의 군인, 저술가 박경석.
- 1934년
  - 대한민국의 교육자 박영식. (~2013년)
  - 미국의 야구선수 출신 스포츠해설가 밥 유커. (~2025년)
- 1936년 - 대한민국의 작곡가 백병동.
- 1940년 - 대한민국의 정치인 김우식.
- 1945년 - 미국의 경제학자 제러미 리프킨.
- 1947년
  - 대한민국의 정치가, 대학교수 박준홍.
  - 미국의 정치인 마크 데이턴.
- 1950년 - 대한민국의 정치인, 기초자치단체장 정현복. (~2023년)
- 1953년 - 대한민국의 야구 선수 김정수. (~2014년)
- 1955년
  - 스웨덴의 배우 비에른 안드레센.
  - 미국의 음악가 에디 반 헤일런. (~2020년)
  - 대한민국의 스포츠인 이기흥.
- 1957년 - 케냐의 배우 딥 로이.
- 1958년
  - 대한민국의 대학교수 출신 정치인 정경희.
  - 미국의 희극인 겸 방송인 엘런 드제너러스.
- 1959년 - 튀르키예의 영화 감독, 사진가, 배우 누리 빌게 제일란.
- 1960년 - 미국의 프로레슬링 선수 로드 워리어 애니멀. (~2020년)
- 1962년
  - 대한민국의 아나운서 강성곤.
  - 대한민국의 의사 주석중. (~2023년)
  - 아르헨티나의 축구 선수 오스카르 루헤리.
- 1963년 - 포르투갈의 축구 선수, 축구 감독 주제 모리뉴.
- 1964년 - 대한민국의 기자 최효찬.
- 1967년
  - 일본의 성우 모리카와 토시유키.
  - 대한민국의 전 야구 선수, 현 야구 코치 김인호.
- 1970년 - 대한민국의 기자, 앵커 박장범.
- 1973년
  - 북아일랜드의 전 축구 선수, 축구 감독 브렌던 로저스.
  - 일본의 만화가 신조 마유.
- 1974년 - 대한민국의 시인, 소설가 김나인.
- 1976년 - 대한민국의 의사 임연정.
- 1977년
  - 대한민국의 배우 박해일.
  - 미국의 전 농구 선수 빈스 카터.
- 1978년 - 도미니카 공화국의 야구인 에스테반 헤르만.
- 1979년
  - 대한민국의 가수 김범수.
  - 일본의 성우 키모토 오리에.
  - 대한민국의 뮤지컬 배우 최정화.
- 1980년 - 일본의 성우 고바야시 사나에.
- 1981년
  - 대한민국의 야구 선수 차일목.
  - 베네수엘자의 지휘자 구스타보 두다멜.
- 1982년
  - 대한민국의 가수 KCM.
  - 대한민국의 배우 김근현.
  - 일본의 가수 무라카미 싱고 (SUPER EIGHT).
- 1983년
  - 대한민국의 격투기 선수 이수환.
  - 대한민국의 배드민턴 선수 이재진.
- 1984년
  - 대한민국의 성우 정혜원.
  - 대한민국의 래퍼 제리케이.
  - 대한민국의 모델, 배우 이현욱.
- 1985년 - 일본의 성우 nao.
- 1986년
  - 대한민국의 가수 김재중 (JYJ).
  - 대한민국의 성우 김디도.
  - 대한민국의 농구 선수 정재홍. (~2019년)
  - 대한민국의 필드하키 선수 박미현.
  - 대한민국의 배우 염승현.
- 1987년 - 이탈리아의 축구 선수 세바스티안 조빈코.
- 1988년 - 대한민국의 레이싱 모델 김모아.
- 1989년
  - 대한민국의 기타리스트 겸 싱어송라이터 적재.
  - 대한민국의 배우 진기주.
  - 잉글랜드의 배우 해나 아터턴.
- 1990년
  - 대한민국의 배우 김민영.
  - 사우디아라비아의 축구 선수 나와프 알아베드.
  - 대한민국의 야구 선수 정찬헌.
- 1991년
  - 대한민국의 배우 김동범.
  - 대한민국의 배우 김해림.
  - 대한민국의 뮤지컬 배우 영오.
  - 스위스의 프리스타일 스키 선수 마르크 비쇼프베르거.
- 1992년
  - 미국의 프로레슬링 선수 사샤 뱅크스.
  - 독일의 축구 선수 마르빈 플라텐하르트.
  - 조선민주주의인민공화국의 탁구 선수 리명순.
- 1993년
  - 대한민국의 가수 김진아.
  - 일본의 성우 후지타 아카네.
  - 대한민국의 야구 선수 김도영.
- 1994년
  - 영국의 배우 조셉 퀸.
  - 오스트레일리아의 축구 선수 스테프 캐틀리.
  - 대한민국의 기상캐스터 백지원.
- 1995년
  - 중국의 가수 선의 (우주소녀).
  - 러시아의 레슬링 선수 세르게이 세묘노프.
- 1996년
  - 대한민국의 래퍼 아이엠 (몬스타엑스).
  - 대한민국의 축구 선수 황희찬.
  - 대한민국의 바둑 기사 김진휘.
- 1997년 - 대한민국의 전 리그 오브 레전드 프로게이머 폰.
- 1998년
  - 대한민국의 가수 정찬우 (iKON).
  - 대한민국의 가수 문빈 (아스트로). (~2023년)
  - 대한민국의 뮤지컬 배우 김우성.
  - 미국의 배우 데빈 드루이드.
- 1999년 - 대한민국의 모델 이진이.
- 2000년
  - 스페인의 배우 에스테르 엑스포시토.
  - 대한민국의 가수 서령 (공원소녀).
  - 대한민국의 가수 안솜이.(다이아)
- 2001년
  - 대한민국의 배우 정다은.
  - 중국의 가수 정단니.
- 2004년 - 대한민국의 가수 설윤 (엔믹스).
- 2008년 - 대한민국의 포스트 포철고 제라드 구도현.

## 사망
- 910년 - 당나라의 시인 나은. (883년~)
- 1210년 - 중국 남송의 시인 육유. (1125년~)
- 1656년 - 조선 14대 국왕 선조의 아들 능원대군. (1598년~)
- 1823년 - 영국의 의사 에드워드 제너. (1749년~)
- 1893년 - 미국의 군인, 남북 전쟁 북군의 장군 애브너 더블데이. (1819년~)
- 1911년 - 대한제국의 정치가 이범진. (1852년~)
- 1949년 - 대한민국의 독립운동가 홍병기. (1869년~)
- 1951년 - 대한민국의 군인 심일. (1923년~)
- 1962년 - 대한민국의 독립운동가 전형필. (1906년~)
- 1963년 - 대한민국의 정치인 연병호. (1894년~)
- 1971년 - 독일의 군인 헤르만 호트. (1885년~)
- 1978년 - 일본의 정치인 호시노 나오키. (1892년~)
- 1991년 - 대한민국의 대중음악 작곡가, 가수 한복남. (1919년~)
- 1994년 - 대한민국의 언론인 김상만. (1910년~)
- 1995년 - 대한민국의 법조인 김갑수. (1912년~)
- 1996년 - 미국의 스피드스케이팅 선수 찰스 주트로. (1900년~)
- 2001년 - 대한민국의 일본인 유학생 이수현. (1974년~)
- 2004년 - 대한민국의 언어학자 허웅. (1918년~)
- 2007년 - 덴마크의 가구디자이너 한스 웨그너. (1914년~)
- 2011년 - 대한민국의 독립운동가 안춘생. (1912년~)
- 2013년 - 일본의 의학자, 세계 보건 기구의 제4대 사무총장 나카지마 히로시. (1928년~)
- 2018년 - 일본의 정치인 노나카 히로무. (1925년~)
- 2019년 - 프랑스의 음악가 미셸 르그랑. (1932년~)
- 2020년 - 미국의 농구 선수 코비 브라이언트. (1978년~)
- 2021년 - 콜롬비아의 정치인 카를로스 홀메스 트루히요. (1951년~)
- 2023년 - 오스트레일리아의 인류학자 피오나 그레이엄. (1961년~)
- 2024년 - 미국의 야구 선수, 야구 지도자 지미 윌리엄스. (1943년~)

## 기념일
- 오스트레일리아의 날: 오스트레일리아의 날이 토요일 또는 일요일과 겹치면 다음 월요일을 공휴일로 정한다.
- 인도의 제헌절 (Republic Day in India)
- 대한민국 대체공휴일 - 2039년

## 같이 보기
- 전날: 1월 25일 다음날: 1월 27일 - 전달: 12월 26일 다음달: 2월 26일
- 음력: 1월 26일
- 모두 보기